# Mihnea Spulber
Mihnea Alexandru Spulber (* 11. Dezember 2000) ist ein rumänischer Skispringer.

## Werdegang
Mihnea Alexandru Spulber startete international erstmals im FIS-Cup, und zwar im Rahmen zweier Wettbewerbe in Râșnov am 21. und 22. Februar 2014, bei denen er zweimal den 27. Platz belegte. Seitdem nimmt regelmäßig an weiteren FIS-Cup-Wettbewerben teil; seine beste Platzierung bisher (Stand März 2020) war ein 26. Platz im Juli 2018. Spulber debütierte am 13. und 14. Juli 2019 im kasachischen Schtschutschinsk im Continental Cup, wo er die Plätze 36 und 35 belegte. Seitdem folgen regelmäßig weitere Starts, eine Top-30-Platzierung und damit Continental-Cup-Punkte konnte er bislang jedoch nicht erreichen.
Spulber belegte in der Gesamtwertung des FIS-Carpath-Cups 2016/17 den dritten Platz.
Bei den Rumänischen Meisterschaften 2019 in Râșnov gewann Spulber im Mixed-Teamwettbewerb zusammen mit Daniela Haralambie die Goldmedaille.

## Statistik

### Grand-Prix-Platzierungen
| Saison | Platz | Punkte |
| ------ | ----- | ------ |
| 2022   | 083.  | 002    |

### Continental-Cup-Platzierungen
| Saison  | Platz | Punkte |
| ------- | ----- | ------ |
| 2021/22 | 126.  | 018    |